# Amazona de Saint Vincent
L'amazona de Saint Vincent (Amazona guildingii) és una espècie d'ocell de la família dels psitàcids que habita els boscos de les muntanyes de l'illa de Saint Vincent, a les Antilles.